# Монтаццолі
Монтаццолі (італ. Montazzoli) — муніципалітет в Італії, у регіоні Абруццо, провінція К'єті.
Монтаццолі розташоване на відстані близько 165 км на схід від Рима, 100 км на південний схід від Л'Аквіли, 50 км на південний схід від К'єті.
Населення — 981 особа (2014).
Щорічний фестиваль відбувається 4 червня. 

## Демографія
Населення за роками:

Станом на 1 січня 2023 року в муніципалітеті офіційно проживали 23 іноземці з 5 країн, серед них 19 громадян країн Євросоюзу.

## Сусідні муніципалітети
- Атесса
- Кастільйоне-Мессер-Марино
- Колледімеццо
- Гуїльмі
- Монтеферранте
- Роккаспінальветі